# Stipe Drviš
Stipe Drviš, hrvaški boksar * 8. junij 1973, Makarska, SR Hrvaška, SFR Jugoslavija.
Velja za enega najboljših hrvaških boksarjev. 27. aprila 2007 je osvojil WBA-jevo različico naslova svetovnega prvaka v poltežki kategoriji.